# Manfred Genditzki

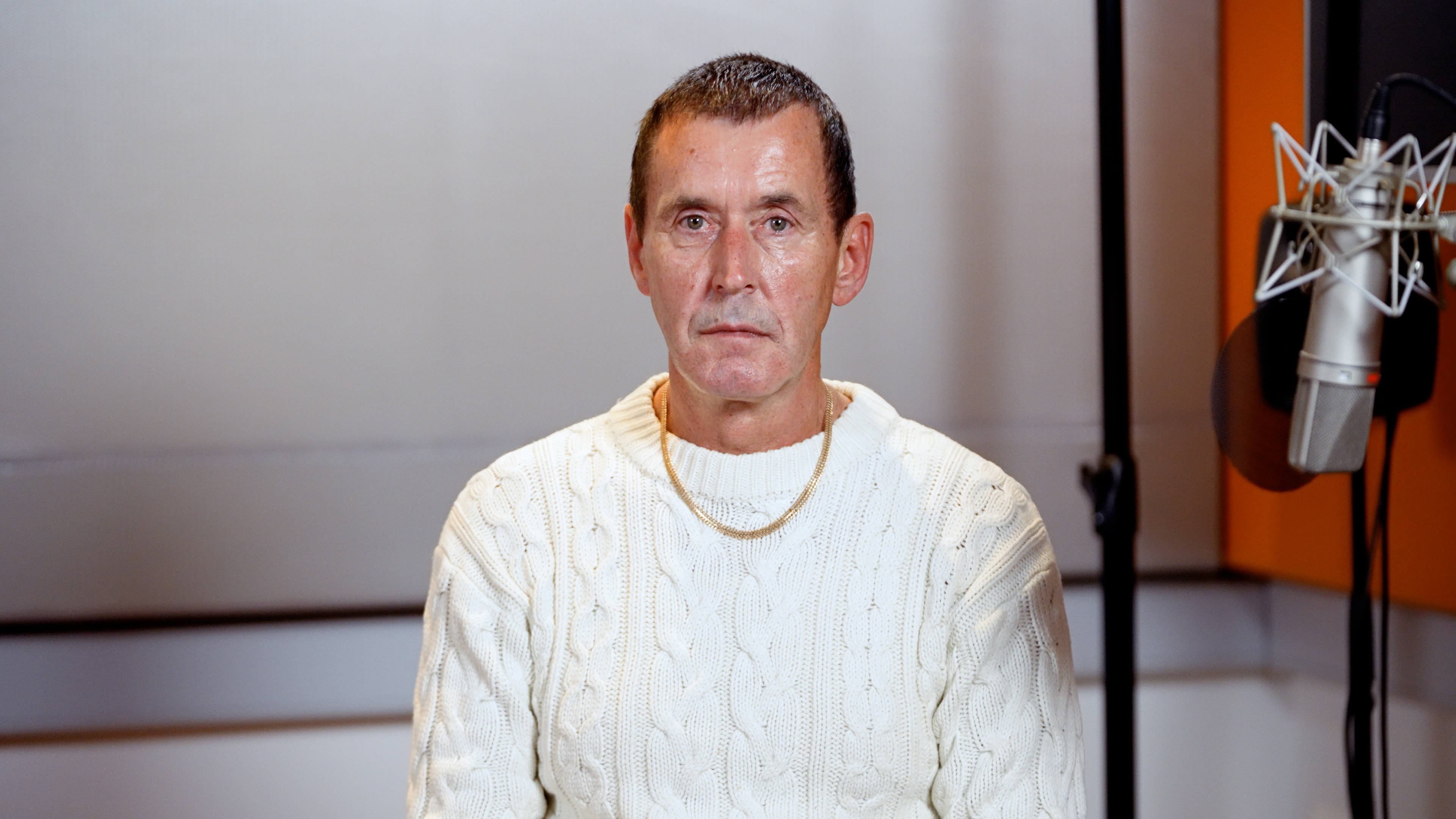
Manfred Genditzki zwei Monate nach seinem Freispruch (2023)

Manfred Benno Genditzki (* 28. Mai 1960 in Breesen) ist ein deutsches Justizopfer. Er wurde am 12. Mai 2010 wegen vermeintlicher Ermordung der 87-jährigen Rentnerin Lieselotte Kortüm aus Rottach-Egern zu lebenslanger Freiheitsstrafe verurteilt. Nachdem dieses Urteil wegen eines Verfahrensfehlers aufgehoben worden war, wurde er abermals am 17. Januar 2012 zur selben Strafe verurteilt. Die Revision gegen das zweite Urteil blieb erfolglos.
Ein auf neue Beweismittel gestützter, im Juni 2019 eingereichter Antrag auf Wiederaufnahme des Verfahrens wurde am 1. Dezember 2019 als unzulässig abgewiesen. Die mit Schriftsatz vom 1. April 2021 begründete sofortige Beschwerde des Verurteilten wurde vom Strafsenat am Oberlandesgericht München am 23. September 2021 für zulässig erklärt. Am 12. August 2022 beschloss das Landgericht München I nach Beweisaufnahme die Wiederaufnahme des Verfahrens und ordnete die vorläufige Freilassung Genditzkis an. Die neue Hauptverhandlung begann am 26. April 2023 und endete am 7. Juli 2023 mit einem Freispruch.

## Tod von Lieselotte Kortüm
Manfred Genditzki ist in zweiter Ehe mit einer Ukrainerin verheiratet und Vater von drei Kindern. Er war Hausmeister in der Wohnanlage, in der Lieselotte Kortüm wohnte, und erledigte für sie Dinge des täglichen Lebens wie Einkaufen, Zubereitung von Mahlzeiten und Wäschewaschen. Nachdem Genditzki sie am 28. Oktober 2008 von einem Klinikaufenthalt nach Hause gefahren hatte – bei dieser Gelegenheit hatte sie sich an einer nicht genau lokalisierbaren Stelle im Fahrzeug den Kopf gestoßen –, verabschiedete er sich nach eigenen Angaben dort gegen 15 Uhr von ihr, weil er seine kranke Mutter besuchen wollte. Zuvor rief er den Pflegedienst an, um die Rückkehr von Lieselotte Kortüm aus dem Krankenhaus zu melden. Wie jeden Tag betrat um 18:30 Uhr eine Pflegekraft die Wohnung; sie fand Lieselotte Kortüm voll bekleidet tot in der Badewanne.
Bei der Obduktion der Leiche fand man Hämatome am Hinterkopf mit Einblutungen unter unverletzter Kopfhaut, was nicht ungewöhnlich ist, da die Verstorbene gerinnungshemmende Medikamente nahm. Als Todesursache wurde Ertrinken nach einem unglücklichen Sturz in die Badewanne angenommen. Die Leiche wurde am Tag darauf eingeäschert.

## Verfahren wegen Mordes
Bei der Obduktion der alten Dame hatte der Rechtsmediziner Wolfgang K. den Blutergüssen keine Bedeutung beigemessen und festgestellt, dass es keine zwingenden Hinweise auf ein Fremdeinwirken gebe. Am 17. November 2008, bei einer Tatortbesichtigung mit der Hauptkommissarin Diana U., legte er sich mehrfach in die Badewanne und kam zu dem Schluss, dass kein Sturzunfall, sondern ein Tötungsdelikt vorliege. In ihrem Abschlussbericht schrieb die Hauptkommissarin „von einem als Unfall getarnten Tötungsdelikt“. Die Staatsanwaltschaft übernahm die von der Polizei unterbreiteten Ermittlungsergebnisse und verfasste die Anklageschrift, ohne zu entlastenden Umständen zu ermitteln.
Die Staatsanwaltschaft formulierte, Genditzki habe „sich über Jahre hinweg das Vertrauen des späteren Tatopfers“ erschlichen. Er habe die alte Dame getötet, um zu vertuschen, dass er während ihres Klinikaufenthaltes in ihrer Wohnung Geld unterschlagen habe, was ihm ermöglicht habe, an dem Tag, als Lieselotte Kortüm ins Krankenhaus kam, einem Bekannten eine Schuld von 8000 Euro zurückzuzahlen. Im Februar 2009 wurde Genditzki in Untersuchungshaft genommen.
In der Hauptverhandlung konnte Genditzki jedoch beweisen, dass die Rückzahlung aus nachvollziehbaren, völlig legalen Quellen stammte. Aus dem Vermögen von Lieselotte Kortüm fehlte kein Geld. Die Staatsanwaltschaft begründete den Mordvorwurf nunmehr damit, der Angeklagte habe die Frau im Verlauf eines Streits geschlagen und sie getötet, um diese Körperverletzung zu verdecken. Statt wieder in die Beweisaufnahme einzutreten, folgte die Schwurgerichtskammer am Landgericht München II dem Antrag der Staatsanwaltschaft und verurteilte Genditzki am 12. Mai 2010 wegen Mordes zu lebenslanger Freiheitsstrafe.
Der Bundesgerichtshof hob das Urteil mit Beschluss vom 12. Januar 2011 auf und verwies die Sache wegen eines Verfahrensfehlers an eine andere Kammer des Landgerichts zurück. Der Austausch der Bezugstat bei Verdeckungsmord sei eine Veränderung des rechtlichen Gesichtspunktes, auf die das Gericht gemäß § 265 StPO in der Hauptverhandlung habe hinweisen müssen.
Die neue Hauptverhandlung endete am 17. Januar 2012 mit der abermaligen Verurteilung zu lebenslanger Freiheitsstrafe wegen Mordes. Die Kammer sah es als erwiesen an, dass Genditzki und Kortüm in einen Streit geraten seien, bei dem Genditzki der Frau entweder einen Schlag auf den Kopf versetzt oder sie so gestoßen habe, dass sie gegen einen harten Gegenstand gefallen sei und sich die zwei Blutergüsse am Kopf zugezogen habe. In Panik und mit dem Gedanken „Ich hole Hilfe“ habe Genditzki zweimal kurz hintereinander am Festnetztelefon von Lieselotte Kortüm die Nummer des Hausarztes gewählt, aber sofort wieder aufgelegt. Aus Furcht, von Kortüm angezeigt zu werden, habe er Wasser in die Badewanne laufen lassen und sie ertränkt, indem er sie mehrere Minuten unter Wasser gedrückt habe. Die Revision hiergegen wurde als unbegründet verworfen, da die Nachprüfung des Urteils keinen Rechtsfehler zum Nachteil des Angeklagten ergeben habe (§ 349 Abs. 2 StPO).

## Zweifel am Urteil
Bereits 2011 bestätigten zwei rechtsmedizinische Gutachten aus Berlin (Michael Tsokos) und Köln (Markus Rothschild) unabhängig voneinander, dass die Obduktionsbefunde sehr wohl mit einem Sturzgeschehen in Einklang gebracht werden können. Auch für Prozessbeobachter und Medienvertreter blieben starke Zweifel an der Schuld des Verurteilten. Beobachter der Hauptverhandlung hatten fest mit einem Freispruch gerechnet.
Die Verteidigung hatte geltend gemacht, dass der Tod der alten Dame, wie zunächst auch von der Staatsanwaltschaft angenommen, ein Haushaltsunfall gewesen sei. Lieselotte Kortüm habe nach der Rückkehr aus dem Krankenhaus verschmutzte Wäsche in der Badewanne einweichen wollen. Dabei habe sie einen Schwächeanfall erlitten und sei in die Wanne gestürzt. Ein psychologisches Gutachten wies Genditzki als friedfertig aus. Den Anruf beim Hausarzt erklärte er damit, er habe mitteilen wollen, dass Lieselotte Kortüm aus der Klinik entlassen und wieder zu Hause sei. Er habe aufgelegt, als nur der Anrufbeantworter der Praxis in der Leitung war.
Das Verfahren wurde in mehreren überregionalen Medien als Justizirrtum dargestellt.
Ein Tatwerkzeug wurde weder identifiziert noch gefunden. Die Plastiktüten mit Wäsche, die Lieselotte Kortüm aus der Klinik mitgebracht hatte, waren ungesichtet entsorgt und weder die Temperatur der Leiche noch die des Wassers in der Wanne gemessen worden.
2015 beauftragten Angehörige Genditzkis den Kriminalisten und Profiler Axel Petermann damit, den Fall erneut zu untersuchen.
Genditzkis Strafverteidigerin reichte 2018 einen seit 2015 vorbereiteten Antrag auf Wiederaufnahme des Verfahrens ein. Durch Spenden wurde die Wiederaufnahme des Verfahrens ermöglicht, einschließlich neuer Gutachten.
Der SPD-Landtagsabgeordnete Franz Schindler lud am 26. Juli 2018 zu einer Pressekonferenz in den bayerischen Landtag, bei der er seine Zweifel an dem rechtskräftigen Urteil erläuterte. Dabei wurde eine Computersimulation von Syn Schmitt (Universität Stuttgart) präsentiert und gezeigt, wie Kortüm ohne Einwirkung eines anderen in die Badewanne gestürzt sein könne; das widersprach diametral den Annahmen im Urteil gegen Genditzki.
Die Gerichtsreporterin Gisela Friedrichsen fragte in einem Artikel der Tageszeitung Die Welt vom 30. Juli 2018 unter Hinweis auf die Fälle Gustl Mollath, Ulvi Kulaç und den Todesfall Rudolf Rupp: „Kommt auf die bayerische Justiz der nächste Skandal zu?“ Mit Blick auf die Computersimulation schrieb sie: „Geprägt von eiserner Rechthaberei und oft blinder Uneinsichtigkeit, mussten sich Richter und Staatsanwälte in der Vergangenheit schon mehrfach dem Fortschritt in der Kriminaltechnik beugen. Nun der Fall Genditzki. Er treibt viele Leute um, weil sie das Märchen vom mordenden Hausmeister nicht überzeugt.“

## Wiederaufnahme des Verfahrens
Am 11. Juni 2019 reichte Genditzkis Verteidigerin einen Antrag auf Wiederaufnahme des Verfahrens ein, der sich auf die Berechnungen Syn Schmitts und auf eine erst in jüngster Zeit bekannt gewordene Zeugenaussage stützte, dass Lieselotte Kortüm ihre Wäsche in der Badewanne einzuweichen pflegte. Zudem belegte ein Arztbericht, dass Kortüm wiederholt kurzzeitige Ohnmachtsanfälle hatte, die zu Stürzen führten. Am 1. Dezember 2020 verwarf die 1. Strafkammer am Landgericht München I den Antrag als unzulässig. Die vorgebrachten neuen Beweismittel seien nicht geeignet, das angefochtene Urteil zu erschüttern. Es seien keine neuen Tatsachen oder Beweise vorgebracht worden, die einen Freispruch oder eine Strafmilderung bewirken könnten (§ 359 Nr. 5 StPO).
Auf eine sofortige Beschwerde der Verteidigerin hin hob der Strafsenat am Oberlandesgericht München diesen Beschluss am 23. September 2021 auf. Der Senat bewertete das von der Verteidigung vorgelegte Sachverständigengutachten als zulässiges neues Beweismittel im Sinne des § 359 Nr. 5 StPO. Das Landgericht habe nun zumindest Beweis durch Anhörung dieses Sachverständigen zu erheben. Erst danach könne es eine Bewertung und Einordnung des Gutachtens vornehmen und über die Begründetheit des Wiederaufnahmeantrags entscheiden. Eine Unterbrechung der Strafvollstreckung sei vor der nun anstehenden Bewertung des Beweismittels allerdings nicht möglich.
Mit Beschluss vom 12. August 2022 (AZ: 1 Ks 121 Js 158 369/19) ordnete das Landgericht München I die Wiederaufnahme des Verfahrens an und entließ Genditzki mit sofortiger Wirkung aus der im Februar 2009 begonnenen Haft. Neue Erkenntnisse, insbesondere aus der Thermodynamik, legten inzwischen ein anderes Bild der Vorgänge nahe. Insbesondere verschiebe eine Rekonstruktion der Temperatur des Badewassers den Todeszeitpunkt deutlich aus dem Rahmen der bisherigen Annahmen. Ergänzend habe die computergestützte biomechanische Simulation gezeigt, dass auch ein Sturzgeschehen möglich gewesen sei.
Am 26. April 2023 begann die neue Hauptverhandlung am Landgericht München I, die am 7. Juli 2023 mit einem Freispruch endete, den auch die Staatsanwaltschaft beantragt hatte. Die Vorsitzende Richterin sprach in ihrer mündlichen Urteilsbegründung von einer „Kumulation von Fehlleistungen“, vom „Versagen sämtlicher Kontrollmechanismen der Justiz“ und stellte die Frage, „warum Manfred Genditzki damals überhaupt verurteilt wurde.“
Eine Untersuchung zur Beantwortung ihrer Frage wurde der Öffentlichkeit bis Februar 2024 nicht bekannt. Auf Nachfragen der Süddeutschen Zeitung wurde bis dahin unter anderem vom bayerischen Justizministerium geantwortet: „insbesondere hat sich gezeigt, dass die Auswahl der Sachverständigen, die Auslegung der Wiederaufnahmevoraussetzungen sowie die Dauer des Wiederaufnahmeverfahrens wichtige Themen seien, bei denen Verbesserungen ansetzen müssen.“
Die Entschädigung beträgt nach dem Gesetz über die Entschädigung für Strafverfolgungsmaßnahmen (StrEG) „für den Schaden, der nicht Vermögensschaden ist“, 75 Euro für jeden angefangenen Tag der Freiheitsentziehung (§ 7 Abs. 3 StrEG). Zusätzlich zur Haftentschädigung in Höhe von 368.700 Euro erhielt Genditzki eine Entschädigung für entgangenen Arbeitslohn in Freiheit in Höhe von 451.576,89 Euro, zusammen 820.276,89 Euro. Davon abgezogen wurden 50.442,48 Euro „für ersparte Kost/Logis“, und gezahlter Arbeitslohn im Gefängnis in Höhe von 48.979,06 Euro. 2024 verklagte Genditzki den Freistaat Bayern nach § 839 BGB, Art. 34 GG auf Zahlung eines Schmerzensgeldes in Höhe von mindestens 750.000 Euro.